# حلوازرده

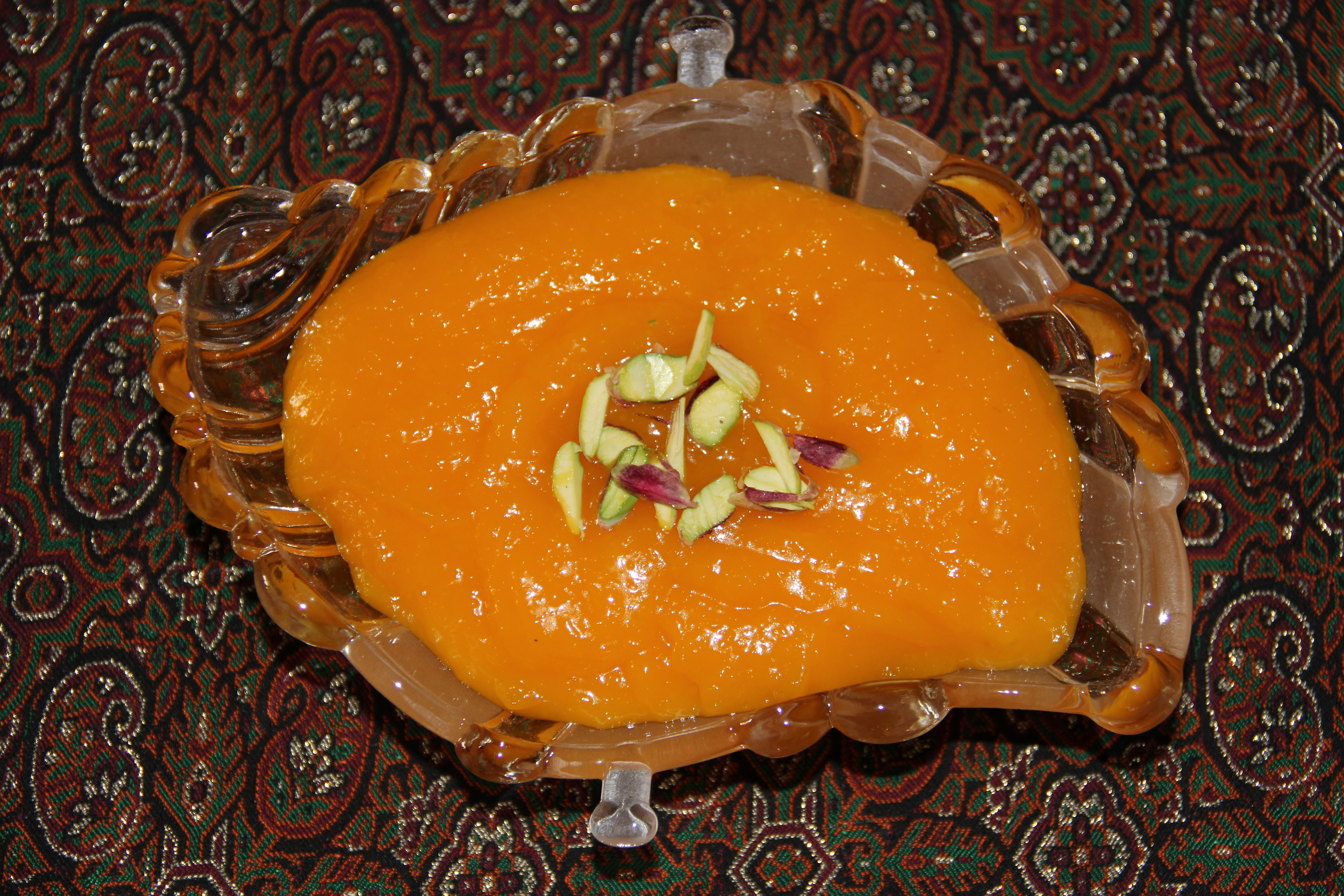
حلوازرده سوغات همدان

حلوازرده یکی از غذاهای سنتی استان همدان است که معمولاً در ماه رمضان بر سر سفره افطار دیده می‌شود. حلوازرده سوغات شهر همدان به‌شمار می‌آید. این حلوا خوشمزه و مقوی است و فقط از شکر، گلاب و زرده تخم‌مرغ درست می‌شود و رنگ آن زرد طلایی است.